# Pionerskaja (metrostation Sint-Petersburg)
Pionerskaja (Russisch: Пионерская) is een station van de metro van Sint-Petersburg. Het station behoort tot de Moskovsko-Petrogradskaja-lijn en werd geopend op 6 november 1982. Het metrostation ligt in een noordelijke buitenwijk van Sint-Petersburg en kreeg zijn naam ("Pionier") ter ere van het zestigjarig bestaan van de Pioniers, de jeugdbeweging van de CPSU. In de planningsfase werd het station Bogatyrski prospekt (Reuzenlaan) genoemd, naar een straat in de omgeving.
Het station ligt 67 meter onder de oppervlakte en beschikt over een perronhal met een gewelfd plafond. Het bovengrondse toegangsgebouw bevindt zich op de hoek van de Kolomjazjski prospekt (Kolomjagilaan) en de Prospekt Ispytatelej (Testpilotenlaan).
Voor de opening van station Komendantski prospekt (Pravoberezjnaja-lijn) was Pionerskaja een van de drukste stations van het net, omdat het bijna het gehele noordwesten van de stad moest bedienen. Tijdens de splitsing van de Kirovsko-Vyborgskaja-lijn tussen 1995 en 2004 was het station zelfs zo druk dat er in de ochtendspits alleen in- en in de avondspits alleen uitgestapt kon worden. Tegenwoordig is het aantal reizigers op een niveau dat vergelijkbaar is met andere stations.